# Хощининский
Хощининский — хутор в Еланском районе Волгоградской области России. Входит в состав Тростянского сельского поселения.

## География
Хутор находится в северной части Волгоградской области, в пределах Хопёрско-Бузулукской равнины, на правом берегу реки Бузулук, на расстоянии примерно 25 километров (по прямой) к юго-западу от посёлка городского типа Елань, административного центра района. Абсолютная высота — 102 метра над уровнем моря.
Часовой пояс
Хутор Хощининский, как и вся Волгоградская область, находится в часовой зоне МСК (московское время). Смещение применяемого времени относительно UTC составляет +3:00.

## Население
| 2010 |
| ---- |
| 1    |